# Френк Камени
Френклин Е. „Френк“ Камени (енгл. Franklin E. "Frank" Kameny; Њујорк, 21. мај 1925 — Вашингтон, 11. октобар 2011) био је активиста америчког покрета за геј права.

## Биографија
Године 1957, Камени је отпуштен из Службе за мапе Војске Сједињених Америчких Држава због тога што је био хомосексуалац, након чега је започео правну борбу како би вратио свој посао. Случај је дошао до Врховног суда, који је 1961. године одбацио његову тужбу. Ово је била прва тужба због повреде права која је утемељена на сексуалној оријентацији.
У августу 1961. године, Камени је заједно са Џеком Николсом основао вашингтонски огранак организације Друштво маташајн, а затим је организовао прве протесте геј мушкараца и лезбијки испред Беле куће, 17. априла 1965.
Године 1971, постао је први јавно декларисани геј мушкарац који се кандидовао за место у Конгресу САД, као кандидат из Дистрикта Колумбија.
Камени је средином 1970-их постао први геј члан Комисије за људска права Дистрикта Колумбија. Ветеран је Војске САД из Другог светског рата.
Умро је у својој кући у Вашингтону 11. октобра 2011. године.

## Награде и признања
Године 2007, Национални музеј америчке историје, у саставу Смитсоновог института уврстио је Каменијеве протестне транспаренте, који су ношени испред Беле куће 1965, као дио поставке „Блага америчке историје“. Конгресна библиотека је 2006. године, преузела преко 70.000 Каменијевих докумената и писама који сведоче о његовом животу и активизму. Ови документи ће, у оквиру Конгресне библиотеке, бити доступни истраживачима и научницима.
У фебруару 2009. године, Каменијева кућа у Вашингтону је проглашена историјским спомеником Дистрикта Колумбија од стране Комисије за очување историје Дистрикта Колумбија.
У јуну 2010. године, једна улица у Вашингтону названа је Пут френка Каменија у његову част. Улицу је формално прогласио градоначелник Вашингтона Адријан Фенти.